# Livestrong

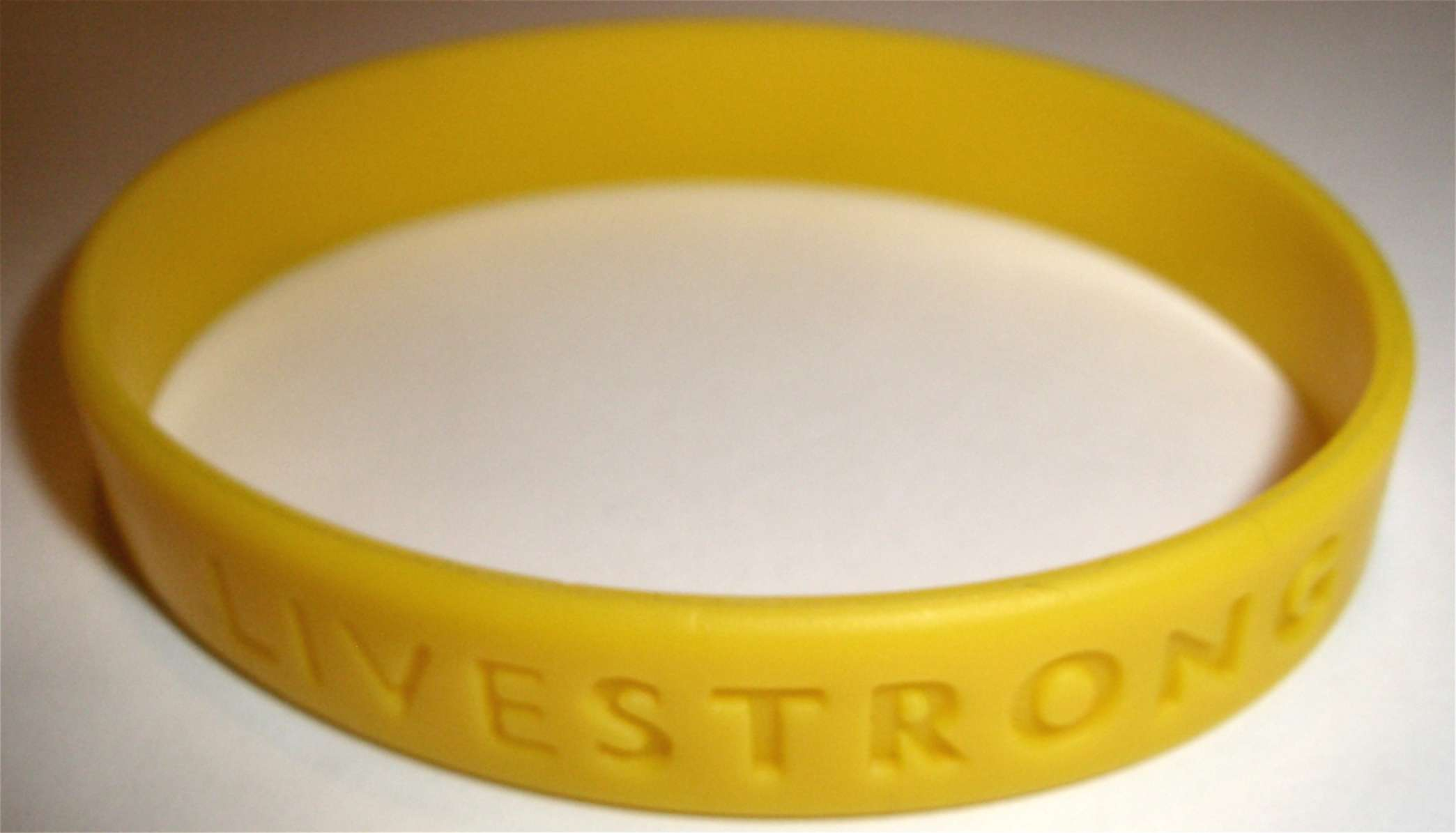
Opaska Livestrong

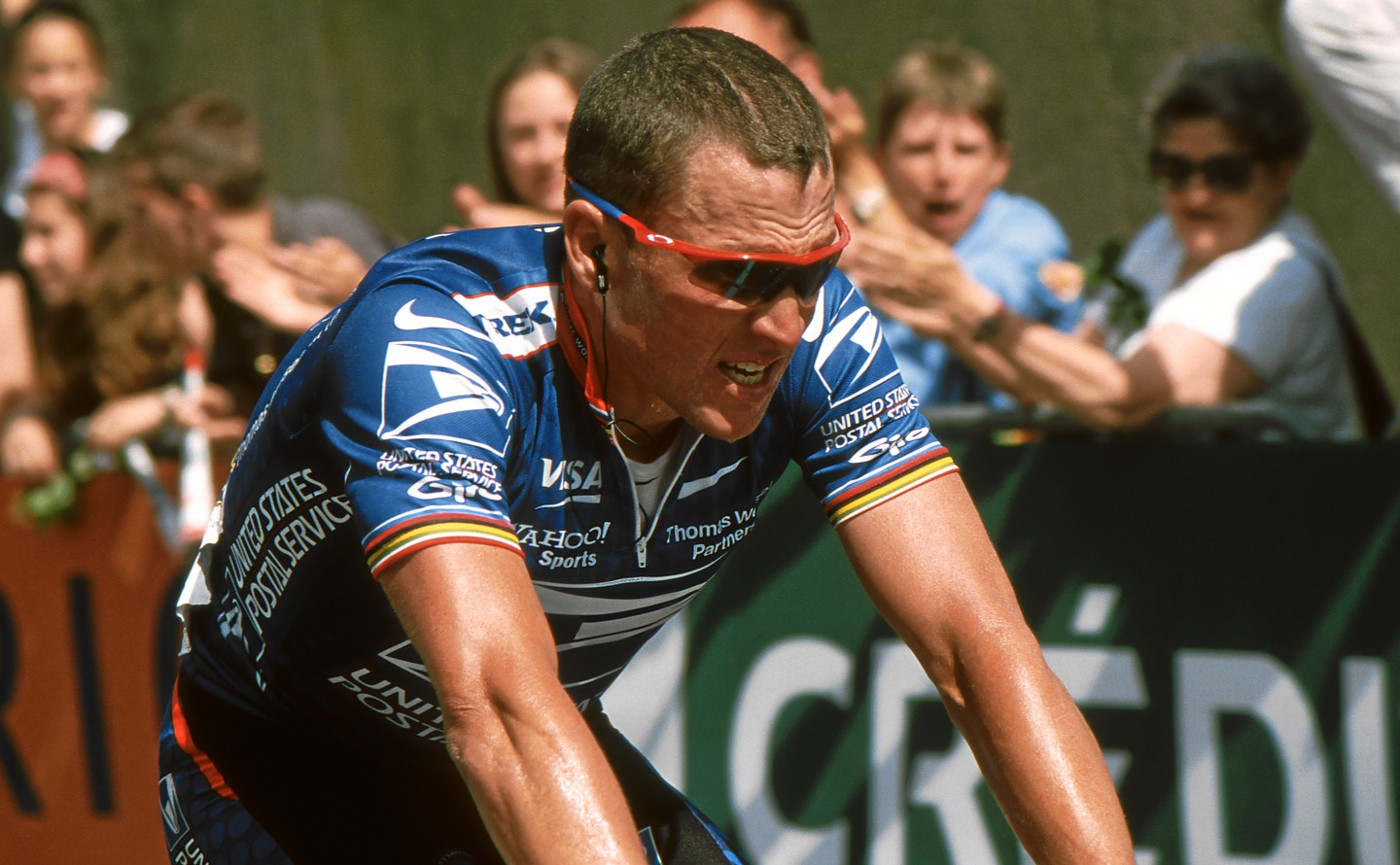
Lance Armstrong

Livestrong – żółta silikonowa opaska, która jest symbolem kampanii walki z rakiem prowadzonej przez Lance Armstrong Foundation (LAF) – fundację założoną przez amerykańskiego kolarza Lance'a Armstronga.
Opaska jest produkowana przez firmę Nike w Austin, rodzinnym mieście Armstronga. Została wprowadzona do dystrybucji w 2004 roku, jako część programu "Wear Yellow Live Strong", którego celem jest zbieranie środków finansowych na badania i walkę z rakiem oraz promocję zdrowego trybu życia.